# Ringa brott enligt svensk lag
Ringa brott är beteckningen på ett brott som i jämförelse med ett "brott av normalgraden" framstår som mindre allvarligt och därför bör bedömas efter en annan straffskala och få lindrigare påföljd eller ibland ingen påföljd alls på grund av att gärningen inte är straffbelagd.

## Exempel på ringa brott

### Dråp
Straffskalan för mord är fängelse i mellan tio och arton år.
Om brottet med hänsyn till de omständigheter som föranlett gärningen eller eljest är att anse som mindre grovt, dömes för dråp till fängelse i mellan sex och tio år.

### Ringa stöld
Ett typiskt normalbrott är stöld för vilket påföljden är fängelse i högst två år.
Om det tillgripnas värde och övriga omständigheter vid brottet att anse som ringa, skall för ringa stöld dömas till böter eller fängelse i högst sex månader. Vid brott i butik är värdegränsen mellan stöld och ringa stöld 1 250 kronor enligt Högsta domstolen.

### Undandräkt
Förskingring renderar fängelse i högst två år.
Om det förskingrades värde och övriga omständigheter vid brottet att anse som ringa, skall för undandräkt dömas till böter eller fängelse i högst sex månader. Värdegränsen är densamma som mellan stöld och snatteri det vill säga 1 250 kronor.

### Åverkan
Den som förstör eller skadar egendom, fast eller lös, till men för annans rätt därtill, döms för skadegörelse till böter eller fängelse i högst ett år.
Om skadan är obetydlig och övriga omständigheter vid brottet att anse som ringa, skall för åverkan dömas till böter.
Den som i skog eller mark olovligen tager växande träd eller gräs eller, av växande träd, ris, gren, näver, bark, löv, bast, ollon, nötter eller kåda eller vindfälle, sten, grus, torv eller annat sådant, som ej är berett till bruk, dömes för åverkan, om brottet med hänsyn till det tillgripnas värde och övriga omständigheter är att anse som ringa. Gränsen mellan skadegörelse och åverkan är densamma som mellan stöld och snatteri det vill säga 1 250 kronor.

### Förvanskande av urkund
Den som framställer falsk urkund eller ock falskeligen ändrar eller utfyller äkta urkund, dömes, om åtgärden innebär fara i bevishänseende, för urkundsförfalskning till fängelse i högst två år.
Om urkunden är av mindre vikt, såsom kassakvitto, kontramärke eller dylikt mottagningsbevis, eller om gärningen skett för att förhjälpa någon till hans rätt skall för förvanskning av urkund dömas till böter eller fängelse i högst sex månader.

### Ringa narkotikabrott
Den som olovligen 
- överlåter narkotika eller
- framställer narkotika som är avsedd för missbruk, eller
- innehar, brukar eller tar annan befattning med narkotika

döms, om gärningen sker uppsåtligen, för narkotikabrott till fängelse i högst tre år. 
Om arten och mängden narkotika samt övriga omständigheter att är att anse som ringa, döms för ringa narkotikabrott till böter eller fängelse i högst sex månader.

### Miljöbrott
För miljöbrott döms till böter eller fängelse i högst två år om det skett med uppsåt eller av oaktsamhet.
Om en behörig myndighet har tillåtit förfarandet, eller om förfarandet är allmänt vedertaget eller med hänsyn till omständigheterna kan anses försvarligt, döms inte till ansvar.